# 阿瓦赖
阿瓦赖（法語：Avaray，法語發音：[avaʁɛ]）是法国卢瓦-谢尔省的一个市镇，属于布卢瓦区。

## 地理
阿瓦赖（47°43'21"N, 1°33'53"E）面积13.88 平方千米，位于法国中央-卢瓦尔河谷大区卢瓦-谢尔省，该省份为法国中北部省份，北起厄尔-卢瓦省，东北接卢瓦雷省，东南接谢尔省，南至安德尔省，西南接安德尔-卢瓦尔省，西北接萨尔特省。
与阿瓦赖接壤的市镇（或旧市镇、城区）包括：塔韦尔、库尔布宗、莱斯蒂乌、梅尔、圣洛朗-努昂、塞里。

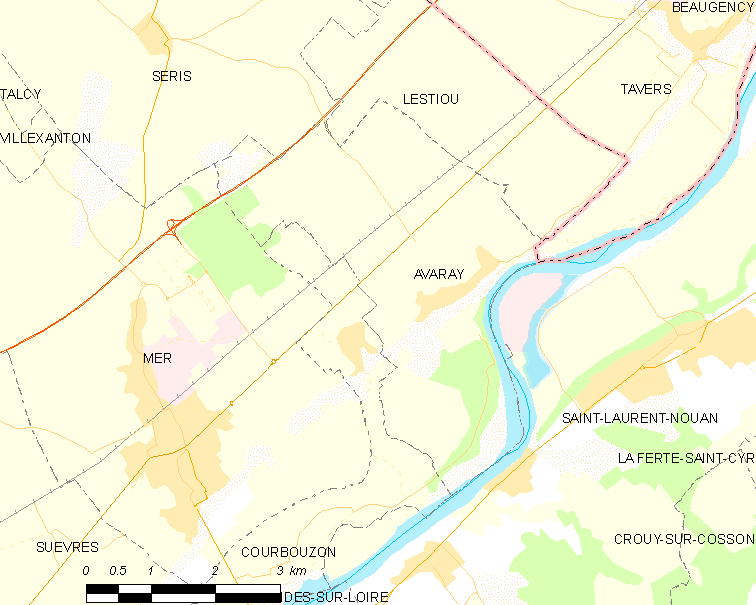
阿瓦赖的OSM定位图

阿瓦赖的时区为UTC+01:00、UTC+02:00（夏令时）。

## 行政
阿瓦赖的邮政编码为41500，INSEE市镇编码为41008。

## 政治
阿瓦赖所属的省级选区为拉博斯县。

## 人口

1962-2008年间阿瓦赖人口变化图示

阿瓦赖于2022年1月1日时的人口数量为680人。